# Chamaeleo deremensis
Chamaeleo deremensis este o specie de cameleon din genul Chamaeleo, familia Chamaeleonidae, ordinul Squamata, descrisă de Paul Matschie în anul 1892. Conform Catalogue of Life specia Chamaeleo deremensis nu are subspecii cunoscute.